# Nucleosintesi primordiale

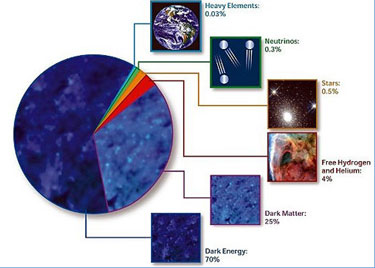
Composizione cosmologica dell'Universo

In cosmologia, la nucleosintesi primordiale (in inglese Big Bang nucleosynthesis, da cui l'acronimo BBN) è il processo di nucleosintesi di nuclei atomici più pesanti dell'idrogeno-1, avvenuto nelle prime fasi di esistenza dell'Universo.
La maggior parte dei cosmologi ritiene che la nucleosintesi primordiale sia avvenuta all'incirca tra 10 secondi e 20 minuti dopo il Big Bang e che sia stata responsabile della formazione di gran parte dell'elio presente nell'Universo, in particolare dell'isotopo elio-4 (4He), assieme a piccole quantità di deuterio (2H o D), di elio-3 (3He) e piccolissime quantità dell'isotopo litio-7 (7Li) del litio. In aggiunta a questi nuclei stabili si formarono due isotopi instabili o radionuclidi: il trizio (3H o T), isotopo pesante dell'idrogeno, e il berillio-7, isotopo del berillio. Questi due radionuclidi decaddero rispettivamente in 3He e 7Li.
In pratica, tutti gli elementi più pesanti del litio furono creati molto più avanti, durante la nucleosintesi stellare collegata all'esplosione delle stelle.

## Caratteristiche
La nucleosintesi primordiale ha alcune caratteristiche peculiari:
- Le condizioni iniziali (rapporto tra neutroni e protoni) furono poste nel primo secondo dopo il Big Bang.
- L'Universo era pressoché omogeneo in questa situazione e ancora dominato dalla radiazione.
- La fusione dei nuclei avvenne in un periodo compreso tra 10 secondi e 20 minuti dopo il Big Bang; questo corrisponde a un intervallo di temperatura in cui l'Universo era abbastanza freddo da permettere al deuterio di sopravvivere, ma abbastanza caldo e denso per consentire che la reazione di fusione nucleare avvenisse ad un tasso significativo.[1]
- È stata ubiquitaria nell'intero universo osservabile.

Il parametro chiave che consente di calcolare gli effetti della nucleosintesi è il rapporto numerico tra barioni e fotoni: si tratta di un numero piccolo dell'ordine di 6×10−10. Questo parametro corrisponde alla densità dei barioni e controlla il tasso con cui i nucleoni collidono e reagiscono; da questo si può calcolare l'abbondanza cosmica degli elementi dopo la fine della nucleosintesi.
Anche se il rapporto barioni/fotoni è importante per determinare l'abbondanza degli elementi, il valore preciso non cambia sostanzialmente il quadro complessivo. In base all'attuale teoria del Big Bang, ci si aspetta che la nucleosintesi produca circa il 75% di idrogeno-1, il 25% di elio-4, lo 0,1% di deuterio e elio-3, tracce (dell'ordine di 10−10) di litio e quantitativi trascurabili degli elementi più pesanti. La misura dell'abbondanza osservata nell'Universo è in buon accordo con questi numeri e questo è considerato una buona evidenza della validità della teoria del Big Bang.
In questo campo, è diventato consuetudine per motivi storici di calcolare la frazione di elio-4 in base alla massa, cosicché il 25% di elio-4 indica che gli atomi di questo elemento corrispondono al 25% della massa, ma meno dell'8% in termini numerici dei nuclei. Invece le tracce degli altri nuclei vengono di solito espresse come rapporto numerico rispetto all'idrogeno. Il primo calcolo dettagliato delle abbondanze isotopiche primordiali risale al 1966; il calcolo è stato raffinato nel corso degli anni usando stime aggiornate dei tassi delle reazioni nucleari.
Il primo studio sistematico utilizzando il metodo dell'integrazione di Monte Carlo su come l'incertezza sui tassi delle razioni nucleari impatti sulle predizioni delle percentuali isotopiche, fu condotto nel 1993.

## Sequenza
La nucleosintesi primordiale cominciò circa 20 secondi dopo il Big Bang, quando l'universo si era raffreddato in modo sufficiente da permettere ai nuclei di deuterio di sopravvivere all'effetto distruttivo operato dai fotoni ad alta energia. Questo tempo è essenzialmente indipendente dalla presenza di materia oscura, perché l'Universo rimase dominato dalla radiazione ancora per molto tempo e questa dominanza controlla la relazione temperatura/tempo.  In quel periodo c'erano sei protoni per ogni neutrone, ma nelle poche successive centinaia di secondi una piccola frazione dei neutroni decadde spontaneamente prima di dare luogo alla reazione di fusione attraverso il decadimento beta, cosicché alla fine della nucleosintesi si avevano sette protoni per ogni neutrone e quasi tutti i neutroni si trovavano nei nuclei di elio-4.
Una delle caratteristiche della nucleosintesi è che le leggi fisiche e le costanti che regolano il comportamento della materia a queste energie è noto: per questo motivo vengono eliminate le incertezze tipiche degli studi cosmologici sui primi minuti di vita dell'universo. Un'altra caratteristica è che il processo della nucleosintesi è determinato da condizioni presenti dall'inizio di questa fase di vita dell'universo, facendo sì che tutto ciò che è successo prima diventi irrilevante per la cosmologia stessa.
Mentre si espande, l'universo si raffredda. Neutroni liberi e protoni sono meno stabili dei nuclei di elio e sono quindi portati a creare elio-4. Però la formazione dell'elio-4 richiede, come passo intermedio, la formazione del deuterio. Durante la nucleosintesi la temperatura è più alta dell'energia nucleare del deuterio e per questo ogni atomo di deuterio che si forma è subito distrutto (situazione nota come collo di bottiglia del deuterio). Quindi la formazione dell'elio-4 è ritardata fino al momento in cui l'universo è abbastanza freddo per la formazione del deuterio (circa T = 0.1 MeV). Subito dopo, a tre minuti dal Big Bang, l'universo diventa troppo freddo perché possa avvenire la fusione nucleare. A questo punto l'abbondanza di elementi è fissata e cambia solo quando prodotti radioattivi della nucleosintesi decadono.

## Storia
La storia della nucleosintesi primordiale comincia con i calcoli effettuati da Ralph Alpher e George Gamow negli anni quaranta.
Negli anni settanta, la densità dei barioni calcolata secondo la nucleosintesi portò a molte discussioni in quanto era di molto inferiore alla massa dell'universo osservata basandosi sui calcoli della velocità di espansione. Queste discussioni furono in gran parte risolte postulando l'esistenza della materia oscura.

## Elementi

### Elementi pesanti
La nucleosintesi primordiale non produce elementi più pesanti del berillio. Non esiste un nucleo stabile con 8 nucleoni, quindi c'è stato un rallentamento nella nucleosintesi che ha fermato il processo. Nelle stelle, il collo di bottiglia viene passato con triplici collisioni dei nuclei di elio-4 (processo tre alfa). Comunque questo processo richiede decine di centinaia di anni per convertire una massa significativa di elio in carbonio, e quindi non è stato possibile convertire grandi quantità di elio nei minuti successivi al Big Bang.

### Elio-4
La nucleosintesi ha creato circa 25% di elio-4 e questo numero è insensibile alle condizioni dell'universo. Il motivo per cui questo accade è che l'elio-4 è talmente stabile che non decade e molto difficilmente si combina con altri nuclei per formare atomi più pesanti. Finché l'universo è stato estremamente caldo, permettendo a neutroni e protoni di trasformarsi l'uno nell'altro, il loro rapporto era di 1 (N) a 7 (P). Quando l'universo si è raffreddato i neutroni si sono fusi con i protoni per formare nuclei del nuovo elemento: ogni 16 nucleoni (2 neutroni e 14 protoni), 4 di questi (ovvero il 25%) si sono combinati in elio-4. Un'analogia è pensare all'elio-4 come cenere, e la quantità di cenere che si forma quando si brucia completamente un pezzo di legno è indipendente dal modo in cui uno lo brucia.
L'abbondanza di elio-4 è importante in quanto c'è molto più elio-4 nell'universo che quanto possa essersi formato con la nucleosintesi stellare. In più, offre un importante test per la teoria del Big Bang. Se la quantità di elio osservata è molto diversa dal 25%, questa teoria viene messa in crisi. Sarebbe questo il caso se la prima quantità di elio-4 fosse molto più piccola del 25%, in quanto è difficile distruggere tali atomi. Per alcuni anni, intorno al 1995, le osservazioni suggerivano che fosse proprio questo il caso, e gli astrofisici parlavano di una crisi della nucleosintesi primordiale, ma osservazioni seguenti riconfermavano la teoria.

### Deuterio
Il deuterio è in qualche modo l'opposto dell'elio-4, in quanto quest'ultimo è molto stabile e difficile da distruggere, mentre il deuterio è instabile e facile da separare. Dal momento che l'elio-4 è molto stabile, c'è una forte tendenza da parte di due nuclei di deuterio di combinarsi per formare l'atomo elio-4. L'unica ragione per cui la nucleosintesi non converte tutti gli atomi di deuterio dell'universo in elio è che l'espansione dell'universo lo ha raffreddato ed ha fermato subito questa conversione. Come conseguenza la quantità di deuterio è molto condizionata dalle condizioni iniziali. Più denso è l'universo, più deuterio ha tempo di convertirsi in elio-4 e meno deuterio rimane.
Non ci sono processi post-Big Bang che produrrebbero tale quantità di deuterio. Per questo motivo le osservazioni dell'abbondanza di deuterio suggeriscono che l'universo non sia infinitamente vecchio, come sostenuto anche dalla teoria del Big Bang.
Durante gli anni settanta furono compiuti grandi sforzi per trovare processi che potessero produrre deuterio. Il problema era che mentre la concentrazione di deuterio nell'universo è alta rispetto al modello del Big Bang come totale, è troppo alta per entrare nel modello che presume che la maggior parte dell'universo consista di protoni e neutroni.
Questa divergenza, tra le osservazioni del deuterio e dell'espansione dell'universo, ha richiesto grandi sforzi per trovare processi che possano produrre tale isotopo. Dopo decenni di prove, si raggiunse il consenso dicendo che questi processi erano improbabili e la spiegazione standard ora usata per spiegare l'abbondanza di deuterio è che l'universo non consiste principalmente di barioni e che la materia oscura costituisce la maggior parte della massa dell'universo.
Risulta molto difficile trovare un altro processo che possa produrre deuterio tramite una fusione nucleare. Questo processo richiederebbe una temperatura alta abbastanza per produrre l'isotopo, ma non così alta da produrre elio-4, e richiederebbe inoltre un immediato raffreddamento a temperature non-nucleari dopo un paio di minuti. Inoltre è necessario che il deuterio sia spazzato via prima che si ritrasformi.
Produrre il deuterio tramite fissione, è anche molto difficile. Il problema in questo processo è, di nuovo, l'instabilità dell'isotopo e che le collisioni con altri nuclei atomici probabilmente li fanno fondere o rilasciare neutroni liberi o particelle alfa. Negli anni settanta si è cercato di usare i raggi cosmici per produrre il deuterio. Queste prove si rivelarono inutili per la creazione dell'isotopo, ma inaspettatamente crearono altri elementi leggeri.

## Nucleosintesi non standard
In aggiunta allo scenario normale della nucleosintesi, ci sono molti scenari non standard. Non devono però esser confusi con la cosmologia non standard: uno scenario della nucleosintesi non standard vuole che il Big Bang sia accaduto, ma aggiunge altra fisica per vedere come questa modifichi l'abbondanza degli elementi. Tra questi "pezzi di fisica" aggiunti, ci sono il rilassamento o la rimozione dell'omogeneità, o l'inserimento di nuove particelle come i neutrini.
Ci sono stati motivi per cui effettuare ricerche sulla nucleosintesi non standard. Il primo è di interesse storico: risolvere i problemi sorti dalle previsioni sulla nucleosintesi e dalle osservazioni. Questo si è dimostrato di scarsa utilità in quanto le inconsistenze furono risolte da migliori osservazioni, ed in molti casi il cambiamento della nucleosintesi ha fatto sì che ci furono più divergenze. Il secondo motivo, centro della nucleosintesi non standard all'inizio del XXI secolo, vede l'uso della nucleosintesi per limitare la fisica sconosciuta o speculativa. Per esempio, la nucleosintesi standard vuole che non ci siano strane ipotetiche particelle coinvolte nel processo. Si potrebbe aggiungere un'ipotetica particella (un neutrino ad esempio) e vedere cosa succede prima che la nucleosintesi predica quantità molto differenti dalle osservazioni. Ciò è stato compiuto con successo per limitare la massa di un neutrino tauonico stabile.